# Valdelinares
Valdelinares (francisé en Valdélinarès) est une commune d’Espagne, dans la province de Teruel, communauté autonome d'Aragon, comarque de Gúdar-Javalambre

## Géographie
Valdelinares est situé à 1 692 m d'altitude dans la Sierra de Gúdar, dans le Système Ibérique. C'est la commune (mais pas la municipalité) la plus haute d'Espagne.

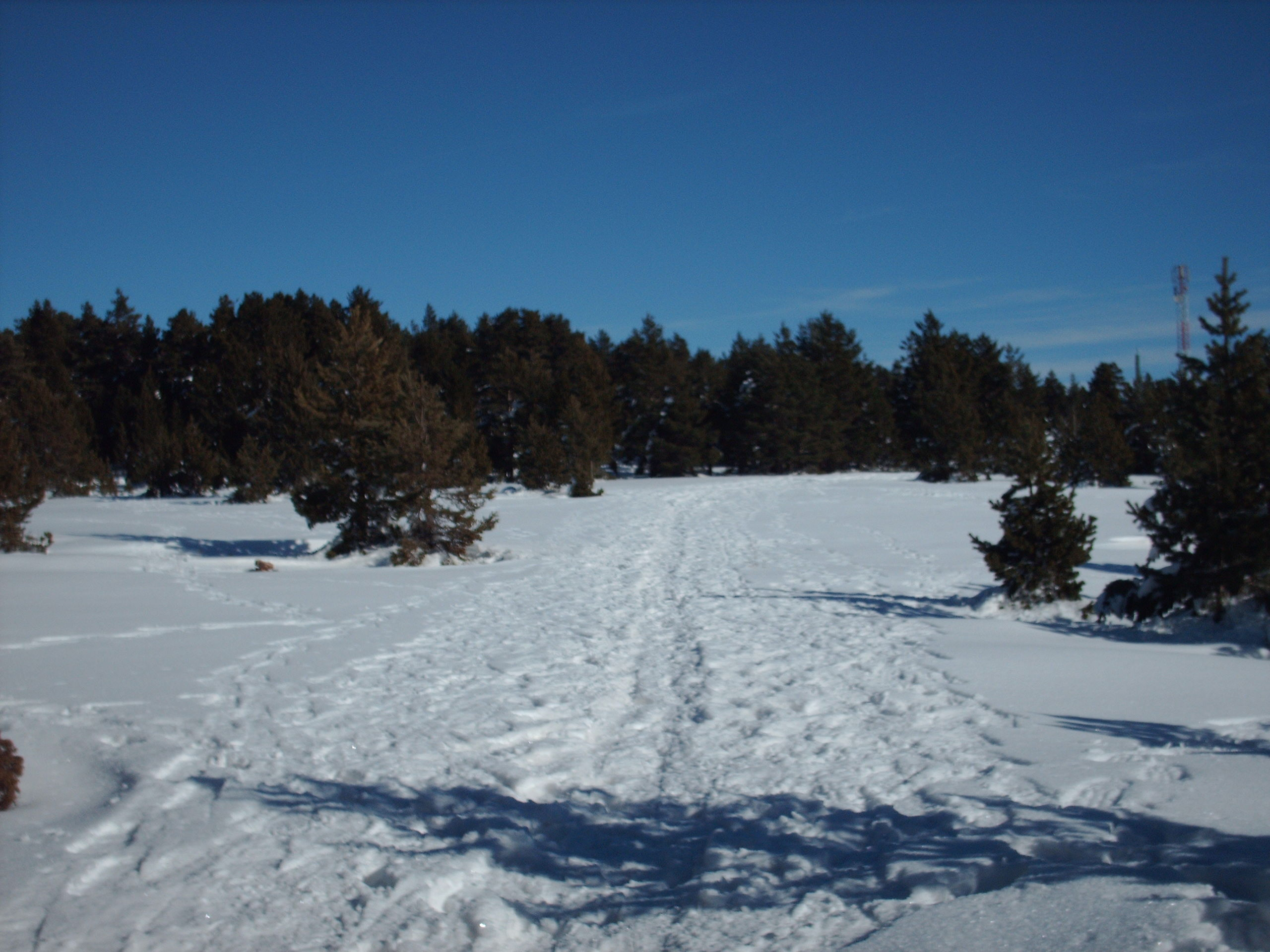
Valdelinares, forêt de pins noirs

Le climat de Valdelinares est de haute montagne, abondamment enneigé en hiver, ce qui permet la pratique des sports de neige en hiver dans la station de ski voisine d'Aramón Valdelinares à 7 km du village.